# علم السويد

علم السويد

أعتمد علم مملكة السويد في 22 حزيران - يونيو من سنة 1906م ويتكون العلم السويدي من صليب باللون الأصفر على خلفية زرقاء اللون.

## أعلام سابقة

علم الاتحاد مابين السويد والنرويج 1818 - 1844.
علم الاتحاد مابين السويد والنرويج 1844 - 1905.

## اقرأ أيضاً
- شارة اتحاد النرويج والسويد